# Condado de Greer
El condado de Greer (en inglés: Greer County), fundado en 1893, es un condado del estado estadounidense de Oklahoma. En el año 2000 tenía una población de 6.061 habitantes con una densidad de población de 4 personas por km². La sede del condado es Mangum.

## Geografía
Según la oficina del censo el condado tiene una superficie total de 1667 km² (643,6 mi²), de los que 1656 km² (639,4 mi²) son tierra y 11 km² (4,2 mi²) (0,67%) son agua.

### Condados adyacentes
- Condado de Beckham - norte
- Condado de Kiowa - este
- Condado de Jackson - sur
- Condado de Harmon - oeste

### Principales carreteras y autopistas
- U.S. Autopista 283
- Autopista estatal 6
- Autopista estatal 9
- Autopista estatal 24

## Demografía
Según el censo del 2000 la renta per cápita media de los habitantes del condado era de 25.793 dólares y el ingreso medio de una familia era de 30.702 dólares. En el año 2000 los hombres tenían unos ingresos anuales 24.318 dólares frente a los 18.641 dólares que percibían las mujeres. El ingreso por habitante era de 14.053 dólares y alrededor de un 19,60% de la población estaba bajo el umbral de pobreza nacional.

## Ciudades y pueblos
- Granite
- Mangum
- Willow
- Brinkman